# Holme
 For alternative betydninger, se Holme (flertydig). (Se også artikler, som begynder med Holme)
Holme er en bydel i Aarhus. Holme ligger i postdistriktet Højbjerg med postnummer 8270, ca. 5 kilometer sydvest for Aarhus C.

## Historie
Holme var oprindeligt en landsby som opstod i middelalderen.
Holme landsby bestod i 1682 af 15 gårde, 2 huse med jord og 2 huse uden jord. Det samlede dyrkede areal udgjorde 555,3 tønder land skyldsat til 109,14 tønder hartkorn. Dyrkningsformen var tovangsbrug med omdriften 4/4 + 1 vang sås årligt.
Landsbyen blev i løbet af 1960'erne stadig mere integreret i Aarhus og fra 1970 en del af Aarhus Kommune. Størstedelen af den gamle landsbys huse er revet ned, blandt andet for at give plads til Føtex. Den nuværende Holme kirke er opført 1882 som afløser for en forfalden romansk kirke og tegnet af V.Th. Walther. Kirken gennemgik i 1968 en udvidelse ved Aksel Skov og Aage Kristensen. Det gule hus overfor kirken (Holme Byvej 15) er tegnet af Aarhus-arkitekten Niels Christian Skjøth. Rækkehusbebyggelsen Håndværkerparken i Holmes sydlige udkant er opført fra 1981 af Arkitektgruppen i Aarhus (nu Arkitema).
Omkring årsskiftet 2012-2013 udløste et forslag om at nedrive Holme Byvej 15 og tre andre huse for at bygge en Fakta-butik indsigelser fra mange af Holmes beboere. Også Holme Sogns Menighedsråd og Aarhus Kommunes Bevaringsudvalg modsatte sig nedrivningen.

## Geografi
Lidt syd for bydelen findes bakkedraget Holme Bjerge.